# Le Verger de Donald
Pour plus de détails, voir Fiche technique et Distribution.
Le Verger de Donald (Donald Applecore) est un dessin animé de la série des Donald produit par Walt Disney pour RKO Radio Pictures, sorti le 18 janvier 1952.

## Synopsis
En faisant la cueillette de ses pommes, Donald découvre qu'elles sont détournées et croquées par Tic et Tac...

## Fiche technique
- Titre original : Donald Applecore
- Titre français : Le Verger de Donald
- Série : Donald Duck
- Réalisateur : Jack Hannah
- Scénariste : Bill Berg, Nick George
- Animateurs: Bill Justice, George Kreisl, Volus Jones, Bob Carlson
- Effets visuels: Blaine Gibson
- Layout: Yale Gracey
- Background: Thelma Witmer
- Musique: Joseph Dubin
- Voix : Dessie Flynn (Tac), James MacDonald (Tic) et Clarence Nash (Donald)
- Producteur : Walt Disney
- Société de production : Walt Disney Productions
- Distributeur : RKO Pictures
- Date de sortie : 18 janvier 1952
- Format d'image : couleur (Technicolor)
- Son : Mono (RCA Photophone)
- Durée : 6 min
- Langue : (en)
- Pays :  États-Unis

## Voix françaises
- Sylvain Caruso : Donald Duck
- Béatrice Belthoise : Tic
- Philippe Videcoq : Tac

## Titre en différentes langues
D'après IMDb :
- Finlande : Akun omenat
- Suède : Kalle Anka och äppelkriget, Kalle Anka och äppeltjuvarna et Kalle Ankas förbjudna frukt